# Peter Pan: The Never Ending Story
Peter Pan: The Never Ending Story is een voorstelling van Music Hall Group door geheel Europa. De première vond plaats in Vorst in september 2012 in het Vorst Nationaal.

## Verhaal
De Darlings, een Engelse familie in de Engelse stad Londen worden midden in de nacht bezocht door Peter Pan, een jongen die nooit wilde opgroeien. Door zijn aanwezigheid wordt de hond, Nana, wakker en schrikt ze Peter Pan af waardoor deze in al zijn paniek de schaduw vergeet bij de Darlings. Later keert Peter Pan terug om zijn verloren schaduw op te halen, maar hierdoor ontdekken de kinderen, Wendy, Michael en John, dat er een vreemde jongen in huis is. 
Peter Pan overtuigt hen ervan mee te gaan naar Neverland en hij leert ze op magische wijze vliegen door de aanwezigheid van Tinkelbel. Na een wilde rit over de stad Londen komen ze terecht op het avontuurlijke eiland Neverland waar ze kennis maken met de Wild Boys, indianenstam, de zeemeerminnen en kapitein Haak en zijn bemanning. 
Maar niet iedereen op het eiland is blij met de terugkeer van Peter Pan en zijn nieuwe vrienden. Kapitein Haak, die ooit een hand is verloren door de schuld van Pan, verzint een listig plan samen met de Wild Boys. Ze organiseren een aanval op de indianenstam en nemen daarbij Wendy, Michael en John gevangen. Door de kinderen als lokaal te gebruiken probeert Haak Pan naar zich toe te halen en hem zo op sluwe wijze in de val te lokken. 
Maar dan ontdekt Haak dat Pan elke ochtend een drankje in moet nemen. Op een listige manier weet Smee, het hulpje van Haak vergif in het drankje van Pan te krijgen door de bekers in de nacht te verwisselen. Hoewel Pan in de ochtend niets in de gaten heeft, heeft Tinkelbel alles gezien en offert zij zich op voor haar beste vriend. Alleen door de kracht van de zaal weet Pan zijn beste vriendin weer tot leven te roepen en weet hij zijn vrienden van het schip van Haak te halen.

## Rolverdeling
- Peter Pan - Sandor Strübl / vanaf 2015 Jeffrey Italiaander
- Wendy - Lilly-Jane Young / vanaf 2015 Roos van der Waerden
- Kapitein Haak - Milan van Weelden / vanaf 2015 Richard Spijkers
- Smee - Wim Van Den Driessche
- Tinkelbel - Jennifer Ewbank
- Mr. Darling - Wim Van Den Driessche
- Mrs. Darling - Sara de Smedt
- John Darling - Gerardo Tetilla
- Michael Darling - Davide Romeo
- Zeemeermin - Marjolein van Haren
- Tiger Lily - Julia Guez

Daarnaast traden in de voorstelling tientallen kinderen alsook dansers vanuit geheel Europa op.

## Decor
Het decor van de voorstelling bestond uit een volledige witte set. Tijdens de gehele voorstelling werd gebruikgemaakt van digitale videomapping, waardoor het gehele podium in elke gewenste situatie veranderd kon worden. Op het podium waren daarnaast diverse attributen geplaatst waardoor er hoogteverschillen ontstonden en er waren luiken waardoor acteurs en decorstukken konden verschijnen of verdwijnen. Ook werd gebruikgemaakt van kabels voor het simuleren van vliegbewegingen. Door een verticale windtunnel konden acteurs vrijuit vliegen.

## Soundtrack
In de voorstelling werd gebruikgemaakt van bestaande en nieuwe nummers die door Matt Dunkley opnieuw waren gecomponeerd en door The Chamber Orchestra of London waren ingespeeld in de Air Studios London. Van de voorstelling verscheen een cd met 23 nummers van de voorstelling:
1. Neverland - Ensemble (dans) (3:48)
2. Largo Al Factotum - Captain Hook (2:02)
3. Our House - Mrs. Darling & Mr. Darling (2:10)
4. Toy Ballet - Ensemble (dans) (3:36)
5. Oh My Love - Peter Pan (3:10)
6. Dreamer - Peter Pan (2:11)
7. One Day I'll Fly Away - Wendy (5:57)
8. In The Shadows - Peter Pan (3:16)
9. Almost There - Mrs. Darling (3:25)
10. Pirate Dance - Ensemble (dans)(2:07)
11. Nessum Daroma - Captain Hook (2:08)
12. Forever Young - Peter Pan & Wendy (3:54)
13. I'm But A Shadow - Captain Hook & Smee (2:37)
14. Kiss From A Rose - Peter Pan & Wendy (3:57)
15. Mad About You - Mermaid (3:31)
16. Kalo Mea - Tiger Lily (3:22)
17. Angels - Peter Pan & Wendy (4:24)
18. Arrival Of The Shaman - Tiger Lily (1:44)
19. Indian Dance - Ensemble (dans) (2:05)
20. You Raise Me Up - Tinkerbel (5:15)
21. Take The Long Way Home - Wendy, Mrs. Darling & Mr. Darling (3:59)
22. Indian Requiem - Tiger Lily (2:43)
23. Sailing - Peter Pan, Wendy, Smee & Captain Hook (4:38)